# Episodi di Profiler - Intuizioni mortali (quarta stagione)
La quarta e ultima stagione della serie televisiva Profiler - Intuizioni mortali, composta da 20 episodi, è stata trasmessa negli Stati Uniti dal 25 settembre 1999 al 6 maggio 2000.
In Italia questa stagione è trasmessa in prima visione dal 27 novembre 2005 al 29 gennaio 2006 su Fox Crime.
| nº | Titolo originale     | Titolo italiano        | Prima TV USA      | Prima TV Italia  |
| -- | -------------------- | ---------------------- | ----------------- | ---------------- |
| 1  | Reunion (1)          | Riunione (1)           | 25 settembre 1999 | 27 novembre 2005 |
| 2  | Reunion (2)          | Riunione (2)           | 2 ottobre 1999    | 27 novembre 2005 |
| 3  | Blind Eye            | Nuovo agente           | 30 ottobre 1999   | 4 dicembre 2005  |
| 4  | Old Ghosts           | Vecchi fantasmi        | 6 novembre 1999   | 4 dicembre 2005  |
| 5  | Infidelity           | Infedeltà              | 13 novembre 1999  | 11 dicembre 2005 |
| 6  | To Serve and Protect | Servire e proteggere   | 4 dicembre 1999   | 11 dicembre 2005 |
| 7  | Original Sin         | Peccato originale      | 11 dicembre 1999  | 18 dicembre 2005 |
| 8  | Train Man            | Incidenti ferroviari   | 8 gennaio 2000    | 18 dicembre 2005 |
| 9  | Quid Pro Quo         | Quid pro quo           | 15 gennaio 2000   | 25 dicembre 2005 |
| 10 | Clean Sweep          | Corruzione             | 5 febbraio 2000   | 25 dicembre 2005 |
| 11 | Random Act           | In fin di vita         | 12 febbraio 2000  | 1º gennaio 2006  |
| 12 | Besieged             | Ritorno all'università | 19 febbraio 2000  | 1º gennaio 2006  |
| 13 | Proteus              | Identità multiple      | 26 febbraio 2000  | 8 gennaio 2006   |
| 14 | Paradise Lost        | Paradiso perduto       | 11 marzo 2000     | 8 gennaio 2006   |
| 15 | The Long Way Home    | La via di casa         | 18 marzo 2000     | 15 gennaio 2006  |
| 16 | House of Cards       | Il cecchino            | 25 marzo 2000     | 15 gennaio 2006  |
| 17 | Mea Culpa            | Mea culpa              | 22 aprile 2000    | 22 gennaio 2006  |
| 18 | Pianissimo           | La pianista            | 29 aprile 2000    | 22 gennaio 2006  |
| 19 | Tsuris               | Tsuris                 | 1º maggio 2000    | 29 gennaio 2006  |
| 20 | On Your Marks        | Giochi mentali         | 6 maggio 2000     | 29 gennaio 2006  |